# Imperivm Civitas III
Imperivm Civitas III es un videojuego de estrategia para PC, producido por la empresa FX Interactive. Se trata de la continuación del videojuego Imperivm Civitas II, que a su vez, fue la continuación del Imperivm Civitas original. Cabe destacar que esta versión presenta bastantes innovaciones con respecto a sus predecesores.

## Innovaciones
Cabe destacar, que este Imperivm deja de centrarse en los intereses personales de cada ciudadano, a diferencia de los Imperivm Civitas e Imperivm Civitas II para centrarse en los bienestares globales. Detalles como el número de habitantes de una vivienda, esclavos y transporte de materiales, prácticamente pierden la importancia que tenían en los anteriores Imperivm Civitas.

## Ciudades de Roma
En el juego, debemos hacernos cargo de una ciudad del antiguo Imperio Romano, de nosotros depende transformar una mera colonia sin importancia en una gran urbe, foco de arte, comercio, ciencia, bienestar y belleza. En esto apenas se diferencia de los anteriores juegos de Imperivm. Las ciudades que podemos gobernar serán:
- Alejandría: Egipto
- Ancira (actual Ankara): Galacia
- Atenas: Acaya
- Bonn: Galia Bélgica
- Burdigala (actual Burdeos): Galia Aquitania
- Cirene: Cirenaica
- Corduba (actual Córdoba): Hispania Bética
- Dover: Britania
- Ebusus (actual Ibiza): Islas Baleares
- Gaeta: Italia
- Genoa: Galia Narbonense
- Iol Caesarea (actual Cherchell): Mauretania Caesariensis
- Islas Eolias: Sicilia
- Lugdunum (actual Lyon): Galia Lugdunense
- Omiš: Dalmacia
- Patara: Licia
- Pompeya: Italia
- Roma: Italia
- Salmantica (actual Salamanca): Hispania Tarraconense
- Salona: Dalmacia
- Siracusa: Sicilia
- Tarraco (actual Tarragona): Hispania Tarraconense
- Tarsus (actual Tarso): Cilicia
- Tomis (actual Constanza): Moesia

## Conceptos del juego

### Ciudadanos
- Esclavos: No son ciudadanos y tampoco gozan de los derechos de los ciudadanos romanos, no es necesario satisfacerles de ninguna manera, trabajan en los lugares más básicos de la ciudad como canteras o serrerías, aunque producen menos que los plebeyos.
- Plebeyos: Los plebeyos habitan en las ínsulas, los ciudadanos de clase más baja de la ciudad. Los plebeyos exigen que sean satisfechas sus necesidades alimenticias, pueden trabajar en serrerías, alfares, canteras, algunos templos o mercados, además si su satisfacción alimenticia es superior al 50% producen artesanías, que son demandadas por los équites.
- Équites: Los équites habitan en las casas, son los ciudadanos de clase media, demadan que sean satisfechas sus necesidades alimenticias y lúdicas, además demandan artesanías, que son producidas en las ínsulas. Los équites trabajan en tabernas, mercados, puertos o prefecturas. Los équites proporcionan 10 reclutas que pueden ser soldados.
- Patricios: Los patricios habitan en las lujosas villas y son los ciudadanos de clase alta de la ciudad. Los patricios demandan vestiduras y aceite de oliva, además de que sean satisfechas sus necesidades alimenticias, lúdicas y espirituales. Los patricios trabajan en las termas o en algunos templos. Además los patricios pagan más impuestos que los demás ciudadanos y donan más dinero en los templos.

### Materiales, alimentos y productos

#### Materiales
- Madera: La madera se produce en las serrerías, que deben ser emplazadas cerca de bosques y son explotadas por esclavos o plebeyos, la madera es un elemento básico para la construcción.
- Ladrillos: Los ladrillos se producen en los alfares, los alfares solo pueden construirse cerca de grandes masas de agua, como mares, ríos o acueductos, los alfares pueden ser explotados por esclavos o plebeyos.
- Yacimientos: Los yacimientos se encuentran dispersos por el mapa y para cada uno hace falta una cantera distinta, hay yacimientos de piedra, oro, mármol y hierro. Las canteras pueden ser explotadas por esclavos o plebeyos.

#### Alimentos
- Carne: La carne se produce en las granjas porcinas, las cuales deben instalarse cerca de campos fértiles. Las granjas porcinas son explotadas por esclavos y plebeyos, además la carne puede transformarse en las carnicerías en embutidos.
- Trigo: El trigo se produce en los campos de trigo, los cuales deben instalarse cerca de campos fértiles. El trigo debe llevarse a los molinos para que sea transformado en harina, los campos de trigo son explotados por esclavos o plebeyos.
- Embutidos: Los embutidos son alimentos esenciales para cualquier clase de ciudadano, se produce en las carnicerías donde es necesaria la carne para convertirse en embutidos, las carnicerías pueden ser dirigidas por plebeyos o équites.
- Pan: El pan se obtiene en las tahonas, dicho alimento es esencial para satisfacer las demandas alimenticias de los ciudadanos, el trigo debe ser llevado al molino, y la harina producida en el molino a las tahonas. Las tahonas pueden ser dirigidas por plebeyos o équites.
- Vino: El vino es un producto esencial para las clases medias y altas de la ciudad. Se produce en los viñedos, los cuales deben construirse cerca de campos fértiles, el vino es llevado a las tabernas. Los viñedos solo pueden ser explotados por plebeyos.
- Aceite de oliva: El aceite se produce en los olivares, los cuales deben construirse cerca de campos fértiles, el aceite es un producto demandado por los patricios y además es muy cotizado en el comercio. Los olivares solo pueden ser explotados por plebeyos.

#### Productos
- Artesanías: Las artesanías son producidas en las ínsulas, pero solo si los plebeyos tienen al menos un 50% de satisfacción alimenticia, las artesanías son demandadas por los équites y además es un producto muy cotizado en el comercio.
- Lino: El lino es un producto que se consigue en las plantaciones de lino, las cuales deben instalarse cerca de campos fértiles, las plantaciones de lino solo pueden ser explotadas por plebeyos.
- Vestiduras: Cuando el lino es llevado a las sastrerías es transformado en vestiduras, las cuales son demandadas por los patricios, las sastrerías solo pueden ser dirigidas por los équites.

### Unidades
- Hastati: Los hastati son las unidades básicas de la infantería romana, útiles para operaciones sencillas, contra pequeños grupos de unidades o para la defensa de ciudades. Su habilidad especial es el pilum que les permite lanzar un ataque a distancia temporalmente.
- Arquero: Los arqueros romanos son excelentes unidades de apoyo a la infantería, atacan a distancia, aunque son muy vulnerables a ataques directos. Su habilidad especial son las flechas de fuego capaces de aumentar su daño durante un tiempo limitado.
- Equestri: La caballería romana, los equestri son mucho más rápidos que cualquier tipo de infantería, ideales para ataques rápidos. La habilidad especial es la carga, que les permite desplazarse más rápido temporalmente.
- Triarii: Los triarii son unidades que solo se pueden reclutar en las academias militares. Con su gran defensa y su buen ataque, pueden someter a sus enemigos a largos períodos de lucha. Su habilidad especial es la formación en Testudo, que les hace invulnerables a los ataques a distancia.
- Pretoriano: Los pretorianos son las unidades de élite romanas, se pueden reclutar en las academias militares. Los pretorianos devuelven el 50% del daño que reciben del enemigo. Su habilidad especial es el grito de batalla, que desmoraliza al escuadrón que sea escogido.
- Balista: Las balistas son máquinas de asedio romanas, no pueden atacar a escuadrones directamente pero pueden dañarlos en un radio de acción. Su habilidad especial es el fuego griego, que causa un enorme daño en un amplio radio de acción.
- Guerrero celta: Los guerreros celtas son reclutados en los cuarteles de auxilia celtas, son excelentes unidades cuerpo a cuerpo y más rápidos que la mayoría de infantería. Su habilidad especial es la acometida que aumenta su ataque temporalmente.
- Highlander: Los highlander son guerreros que pueden reclutarse en los cuarteles de auxilia celta, su ataque es uno de los mayores de toda la infantería ligera. Su habilidad especial es líder, que les permite devolver la moral a las unidades cercanas a coste de no poder atacar durante 10 segundos.
- Infante númida: La infantería númida es muy versátil, ideal tanto para labores ofensivas y defensivas. Su habilidad especial es la nube de flechas que lanza un ataque a distancia contra el enemigo.
- Bereber: Los bereberes utilizan camellos como montura y lo que carecen de defensa lo suplen con ataque y movilidad, excelentes para rápidas operaciones pero no para largos enfrentamientos. Su habilidad especial es la recompensa, ya que a cambio de 250 denarios, recuperarán toda su moral.
- Elefante de guerra: Los elefantes de guerra son la unidad más potente de todas, su sola presencia desmoraliza a los enemigos. Su habilidad especial es la pisada mortal que hace que causen más daño sobre las unidades cercanas a ellos.
- Jinete teutón: Los jinetes teutones poseen unas estadísticas medias en ataque y defensa, son unidades muy movibles. Su habilidad especial es la embestida, que hace que en su trayectoria, aplasten a todas las unidades enemigas que encuentren en su camino.
- Arquera: Las arqueras germanas son unidades ideales para ataques sorpresivos, poseen mayor ataque que los arqueros romanos. Su habilidad especial es la invisibilidad, que las vuelve invisibles a ojos del enemigo y además, hace que su primer ataque haga el cuádruple de daño.
- Gladiador: Los gladiadores se reclutan en las arenas y son unidades excelentes para las ofensivas. Su habilidad especial es la libertad, que les hace invulnerables durante 45 segundos, transcurrido ese tiempo, el escuadrón de gladiadores es disuelto.
- Secutor: Los secutores son gladiadores pesadamente armados, ideales para tareas defensivas por su gran defensa. Su habilidad especial, el pacto de sangre, que hace que su ataque y defensa se duplique temporalmente.

### Satisfacción lúdica
- Taberna y posada: En la taberna y en la posada se satisfacen las necesidades lúdicas, y en menor medida las alimenticias de los ciudadanos. La taberna y la posada demandan embutidos, pan y vino y pueden ser regentadas por équites o patricios.
- Arena: En la arena se celebran las luchas de gladiadores que satisfacen en gran medida las necesidades lúdicas de los ciudadanos, para que funcione es necesario que haya esclavos en la ciudad. La arena también produce gladiadores y secutores.
- Teatro: El teatro es una obra arquitectónica de gran importancia, proporciona gran satisfacción lúdica a los ciudadanos, aunque requiere un gran gasto en mantenimiento. El teatro solo puede ser regentado por plebeyos.
- Termas: Las termas son edificios esenciales para satisfacer las necesidades lúdicas de los patricios. Para poder construirlas es necesario disponer de una gran masa de agua cercana, como el mar o un acueducto. Las termas solo pueden ser regentadas por patricios.
- Coliseo: El coliseo es una de las mayores obras arquitectónicas que se pueden hacer en la ciudad. Son muy costosos de construir y solo se permite uno por ciudad. El coliseo satisface al 100% la satisfacción lúdica de todas las ciudades que haya en su radio de acción.
- Circo: El circo es el mayor edificio, el más costoso de construcción y mantenimiento de todos cuanto hay. Pero a cambio satisface al 100% la satisfacción lúdica de toda la ciudad.

### Satisfacción espiritual
- Templo de Saturno: El templo de Saturno es el único disponible al principio de la partida, es el templo que menos denarios reporta de las donaciones. El templo a Saturno puede ser dirigido por plebeyos o patricios.
- Templo de Vesta: El templo a Vesta solo puede ser construido tras desarrollar su mejora correspondiente, las donaciones al templo de Vesta pueden ser recogidas aunque al coste de un 30% de popularidad. El templo puede ser dirigido por plebeyos o équites.
- Templo de Marte: El templo a Marte es uno de los templos disponibles para construir, y además uno de los que más denarios aporta. El templo a Marte puede ser dirigido por équites o patricios.
- Templo de Júpiter: El templo a Júpiter es el último templo disponible para construir, además junto al templo a Marte uno de los que más denarios aporta. El templo puede ser dirigido por équites o patricios.
- Panteón: El panteón es la obra cumbre para satisfacer las necesidades espirituales de los ciudadanos. Satisface al 100% las necesidades espirituales de las viviendas en su radio de acción, además si la satisfacción de la ciudad es elevada, proporciona muchos denarios. El panteón solo puede ser dirigido por patricios.

### Comercio
- Mercado de artesanía: Los mercados de artesanía producen la artesanía demandada por los équites y satisface en menor medida la necesidad alimenticia. Los mercados de artesanía solo pueden ser regentados por los équites.
- Mercado de comercio: En el mercado de comercio se pueden establecer relaciones comerciales con otras ciudades, siempre y cuando, se haya capturado algún quadrivium. El mercado de comercio solo puede ser regentado por plebeyos.
- Puerto: Los puertos se construyen sobre los embarcaderos, en los puertos se pueden establecer relaciones comerciales con otras ciudades portuarias, aunque a diferencia del comercio terrestre no es necesario capturar ningún quadrivium. Los puertos solo pueden ser dirigidos por équites.
- Faro: El faro se construye cerca del mar y proporciona nuevas rutas comerciales marítimas, aunque solo se permite construir uno por ciudad. Los faros no es necesario que sean dirigidos por ningún ciudadano.

## Campaña
Antes de iniciar la campaña de Imperivm Civitas III, debemos seleccionar un personaje (masculino o femenino) que pertenece a una de las cinco familias más influyentes y poderosas de la Antigua Roma. Según el miembro de la familia romana que seleccionemos, dominaremos distintas ramas. Por ejemplo, una familia dominará mejor los temas económicos y de comercio y otra dominará los temas militares y bélicos, además cada familia no será igual, unas se relacionarán mejor con los plebeyos que otras, igual que otras tendrán mayor influencia sobre los nobles y patricios.
Tras la muerte del tirano Lucio Cornelio Sila, un triunvirato inestable dirige ahora la República, que se derrumba por la corrupción y las luchas intestinas. Marco Licinio Craso, el hombre más rico de la república, Cneo Pompeyo Magno, el más prestigioso general, y un joven brillante y ambicioso llamado Julio César, dirigen el imperio en una alianza para beneficiar sus propios intereses. Mientras tanto, tu tío está dispuesto a devolver la influencia que tu familia tenía antes de sufrir bajo el yugo de Sila. Debes encargarte de situarte en uno y otro bando durante una de las épocas más determinantes de la historia, la transformación de la República Romana en el Imperio Romano.

### Misiones
- Pan y circo (Desarrollo: Isla de Cabrera): Tu tío está dispuesto a recuperar el prestigio perdido durante el mandato de Sila. Ha conseguido que te ordenen fundar una nueva colonia en Cabrera, hazlo para ganarte la confianza de Roma.
- Reconstrucción de Corduba (Desarrollo: Corduba): Un terremoto ha asolado la ciudad de Corduba. Tu tío ha logrado que te nombren gobernador de la ciudad y tu deber es reconstruir la ciudad para volverla a transformar en una importante colonia.
- Tiempo de elecciones (Desarrollo: Córcega): Por fin te has ganado la confianza de Roma, y el Senado apoya tu candidatura a cuestor. Mientras tanto, el pretor de Córcega (amigo de tu tío) te ha pedido que fundes una nueva colonia en la isla.
- La tierra del sol dorado (Desarrollo: Iol Caesarea): Tu tío se marcha a Egipto, presintiendo que una nueva guerra civil se cierne sobre Roma, pero antes, ha conseguido que te encargues de la colonia de Iol, para transformarla en un importante foco de prosperidad.
- La VIII Legión (Desarrollo: Tarraco): Mitrídates VI del Ponto ha invadido los territorios romanos en Asia, y el cónsul Lucio Licinio Lúculo parte a detenerlos, te pide que reclutes una importante legión en la ciudad de Tarraco y luego te dirijas a Patara a reunirte con él.
- El sitio de Patara (Desarrollo: Patara): El enemigo ha sitiado Patara, y Lúculo te pide que rompas el asedio sobre la ciudad y destruyas los ejércitos de Mitrídates.
- Las murallas de Ancira (Desarrollo: Ancira): Tras derrotar al ejército de Mitrídates VI en Patara; su ejército, en una maniobra desesperada, ataca la ciudad de Ancira para romper la red de suministros de la ciudad, tu deber es resistir el asedio hasta que lleguen las tropas senatoriales.
- Los dos cuestores (Desarrollo: Siracusa): Marco Tulio Cicerón cree que la República está consumida por la corrupción y las luchas internas, las ciudades romanas se amotinan y Cicerón te pide que acudas a Siracusa para restablecer la confianza de los habitantes en Roma.
- Las geórgicas de Cicerón (Desarrollo: Cirene): Cicerón cree que Roma depende en exceso del grano de Egipto, te encarga hacer de las yermas tierras de Cirene una colonia productora de alimentos para Roma.
- Vientos de prosperidad (Desarrollo: Genoa): Marco Licinio Craso, el hombre más rico de Roma, se siente identificado contigo, y está dispuesto a financiar tus ambiciones políticas, pero primero, necesita una prueba de tu brillantez y te pide que conviertas la ciudad de Genoa en un importante foco comercial marítimo.
- Negocios arriesgados (Desarrollo: Capua): Craso ha aprovechado la rebelión del gladiador Espartaco para comprar los territorios arrasados al sur de Capua. Craso te pide que renueves esos territorios para venderlos por el triple tras el conflicto.
- La caída de Espartaco (Desarrollo: Pompeya): Craso es designado por el Senado como el encargado de acabar con la rebelión de Espartaco, y desea hacerlo para conseguir el reconocimiento de Roma. Te pide que te encargues de sus legiones y acabes con el ejército de esclavos.
- La petición de Bruto (Desarrollo: Salmantica): Marco Junio Bruto ha decidido confiar en ti y te ha pedido que acabes con los hispanos rebeldes a las afueras de Salmantica.
- La ciudad de Dalmacia (Desarrollo: Dalmacia): Bruto está desconfiando de todo el mundo y quiere hacer de la ciudad de Dalmacia una importante ciudad, te pide que atraigas a la nobleza hasta Dalmacia, para evitar que los plebeyos se hagan con la mayoría de la ciudad.
- La llegada del invierno (Desarrollo: Tarraco): Julio César ha decidido invadir la Galia; y su lugarteniente, Marco Antonio, te pide tu apoyo para ayudar a las tropas cesarianas. Te pide que organices varias legiones en Tarraco.
- Los piratas del Mediterráneo (Desarrollo: Islas Eolias): Cneo Pompeyo Magno ha pedido tu ayuda para acabar con los piratas ilirios que asuelan los mares romanos desde Asia hasta Hispania. Te pide que organi tropas en las islas Eolias y destruyas los campamentos piratas.
- Tarso (Desarrollo: Tarso): Tras acabar con los piratas ilirios, Pompeyo se ha atribuido el mérito de la victoria. Ha designado a la ciudad de Tarso como capital de la provincia de Cilicia, y te ha encargado convertir a la ciudad en una importante colonia romana.
- Más allá del Rin (Desarrollo: Bonn): Las legiones de Cayo Julio César avanzan imparables por la Galia, pero la invasión está siendo frenada por los bárbaros germanos que cruzan el río Rin y atacan a sus aliados galos, te encarga hacerte cargo de sus legiones y derrotar a los bárbaros.
- Sangre britana (Desarrollo: Dover): Julio César quiere llevar sus conquistas hasta la isla de Britania, pero los bárbaros britanos suponen un grave peligro. César te encarga desembarcar en la ciudad de Dover y despejar los campamentos britanos.
- Un puñado de denarios (Desarrollo: Corduba): Marco Antonio confía en una rápida victoria sobre los galos, sin embargo, ahora mismo no disponen de los denarios suficientes para mantener a las legiones. Te encarga conseguir fondos en la ciudad de Corduba, y de paso, enviar vino para ellos y las legiones.
- Los veteranos de César (Desarrollo: Bonn): Finalmente, César conquista la Galia al aplastar las tropas de Vercingétorix, y quiere cumplir su promesa de otorgar tierras a sus veteranos en Germania, sin embargo, las orillas del Rin están plagadas de bárbaros germanos, César te pide encargarte de despejar los territorios.

#### Misiones de César
- El paso del Rubicón (Desarrollo: Salmantica): El Senado romano ha declarado a Julio César enemigo de Roma y Pompeyo se ha pasado al lado de los optimates, Marco Antonio te dice que piensan cruzar el río Rubicón y acudir a Roma, te pide que reúnas legiones en la ciudad de Salmantica y destruir las tropas pompeyanas en Hispania.
- La suerte está echada (Desarrollo: Genoa): César está dispuesto a defender sus derechos y pese a que le ha ofrecido una oferta de paz a Pompeyo este la ha rechazado, César quiere despejar las tropas optimates de la ciudad de Génova.
- Divide y vencerás (Desarrollo: Salona): Los ejércitos de César han sido derrotados en la batalla de Dirraquio y César está acorralado y superado en número. Te pide que te hagas cargo de uno de sus flancos y rechaces los refuerzos de Pompeyo.

#### Misiones de Pompeyo
- La huida (Desarrollo: Macedonia): César ha tomado el poder en Roma, y a Pompeyo no le ha quedado otro remedio que huir hacia Grecia, las tropas cesarianas acosan a las tropas optimates en Italia, y Pompeyo te pide que las rechaces.
- El ejército de la República (Desarrollo: Atenas): Pompeyo ha sido totalmente derrotado en la batalla de Farsalia y los ejércitos de César le persiguen. Pompeyo te pide que reúnas tropas, alimentos y dinero en la ciudad de Atenas y contengas los ejércitos cesarianos.

- El asedio de Alejandría (Desarrollo: Alejandría): Pompeyo ha sido asesinado en su huida hacia Egipto, César le ha perseguido hasta allí y ha decidido otorgar el trono egipcio a la reina Cleopatra VII, su esposo-hermano, Ptolomeo XIII ha enfurecido y asedia la capital egipcia, César te pide que la liberes en nombre de Roma.
- La Reina del Nilo (Desarrollo: Alejandría): Pese a que César ha derrotado a Ptolomeo y este ha muerto, la bella ciudad de Alejandría ha sido saqueada por sus tropas, la propia Cleopatra VII te pide que reconstruyas la ciudad y le devuelvas el esplendor perdido.
- El general Achillas (Desarrollo: Cirene): Cleopatra ya tiene el trono egipcio gracias a César, pero un general leal a su hermano ha reunido un ejército en Cirene y se dispone a partir a Alejandría a arrebatarle el trono a Cleopatra, esta te pide que destruyas su ejército.
- Tiempos de gloria (Desarrollo: Tarso): Julio César ha derrotado a los últimos restos optimates en la batalla de Munda y ahora quiere restablecer la paz en todos los territorios romanos, te pide que te encargues de Tarso y la conviertas de nuevo en una importante colonia.
- La redención (Desarrollo: Genoa): Marco Junio Bruto, pese a que apoyó a Cneo Pompeyo Magno le ha ofrecido su perdón a César y este le ha nombrado pretor de Roma, Bruto te pide que te ocupes de la ciudad de Genoa para que él se gane el favor del Senado y de César.
- El nuevo César (Desarrollo: Gaeta): César ha sido asesinado por senadores rebeldes, pero en su testamento, ha nombrado hijo adoptivo a Cayo Octavio, su sobrino-nieto, Octavio cuenta con tu apoyo ya que eras un hombre de confianza para César, te pide que acudas a la región de Gaeta y te ganes el apoyo de las legiones y los gobernadores locales para su causa.
- Soldados de Patara (Desarrollo: Patara): Marco Tulio Cicerón está pletórico por la muerte de César, pero cree que dentro del ejército aún hay grupos leales a César, te pide que acudas a Patara y reúnas un ejército leal a la República.
- La fundación de Lugdunum (Desarrollo: Lugdunum): Marco Antonio ha huido a la Galia y te pide que hagas lo mismo debido a que los asesinos de César también planean acabar contigo, te pide fundar una nueva colonia en Lugdunum.
- Camino a la victoria (Desarrollo: Lugdunum): El Senado ha declarado a Marco Antonio enemigo de Roma, Octavio quiere aprovechar la situación para vencer a Antonio y ser proclamado cónsul, te pide que apoyes al ejército senatorial y te dirijas a Lugdunum a destruir los campamentos de Antonio.
- Regreso a la Galia (Desarrollo: Burdigala): Marco Antonio acusa a Marco Tulio Cicerón de poner al Senado y la nobleza en su contra, dice que eres el único amigo que le queda en Roma y te pide que vayas a Burdigala donde debes reunir a los veteranos de César.
- Venganza (Desarrollo: Omis): Marco Antonio desea vengar la muerte de su protector y para ello se ha aliado con Octavio Augusto contra Marco Junio Bruto y Cayo Casio Longino, te pide que interceptes las tropas de ambos en la ciudad de Omis.
- El segundo triunvirato (Desarrollo: Omis): Octavio ha puesto fin a sus disputas con Antonio y juntos se disponen a frenar a los ejércitos de Bruto y Casio Longino, te pide que interceptes sus ejércitos en la ciudad de Omis.
- La batalla de Actium (Desarrollo: Actium): Muchas cosas han cambiado desde que Octavio y Antonio derrotaron a Bruto y Longino y estos se suicidaron, Marco Antonio se ha asentado en Alejandría dónde se ha convertido en el amante de Cleopatra y ha nombrado heredero al trono al hijo de César, Cesarión. Octavio, con el apoyo del Senado y el pueblo de Roma ha decidido enfrentarse a él en Actium.
- Gobernador de Roma (Desarrollo: Antigua Roma): Cuando Octavio Augusto derrotó a Antonio y Cleopatra éstos se suicidaron, Octavio es ahora emperador y no tiene rivales en su trono, te pide una última misión, que te encargues de devolver a Roma, el esplendor perdido durante tantos años de luchas.